# 강변가요제 레전드
《강변가요제: 레전드》는 MBC 강변가요제의 장구한 역사를 빛냈던 '레전드'들이 한데 모여 강변가요제의 부활을 알리고 코로나19로 지친 국민들을 위한 위로와 응원, 희망을 선물하는 콘서트로 2021년 9월 21일에 방송되었다.